# Truls Nordhagen
Truls Nordhagen (født 29. december 2002 i Tranby) er en cykelrytter fra Norge, der senest kørte for Uno-X Mobility Development Team.